# Boleyn Ground
O Boleyn Ground, frequentemente designado como Upton Park, foi um estádio de futebol situado em Upton Park, no leste de Londres. Foi a casa do West Ham United de 1904 a 2016, tendo sido brevemente utilizado pelo Charlton Athletic no início da década de 1990, durante os seus anos de dificuldades financeiras. A capacidade do estádio quando demolido era de 35.016 lugares.
A partir da temporada 2016-17, o West Ham United passou a disputar os seus jogos em casa no Estádio Olímpico de Londres, situado nas proximidades de Stratford. O último jogo disputado no Boleyn Ground foi em 10 de maio de 2016, com uma vitória do West Ham United por 3-2 na Premier League contra o Manchester United.
O estádio foi demolido em 2016 para dar lugar a um novo empreendimento.

## História
Em 1904, após uma fusão de dois clubes, o West Ham United arrendou o terreno do Boleyn Ground ao clube local Boleyn Castle. O West Ham alugou a Green Street House e os terrenos em East Ham à Igreja Católica Romana por volta de 1912. A Green Street House era conhecida localmente como Boleyn Castle, devido à sua imponência e à associação com Ana Bolena, que tinha ficado na casa ou, segundo alguns, era a sua proprietária. Por isso, o terreno ficou conhecido como Boleyn Ground. No entanto, ao longo dos anos, o campo passou a ser mais frequentemente referido como Upton Park, em homenagem à zona de Upton Park, em Londres, onde se situa.
Em agosto de 1944, uma bomba voadora V-1 caiu no canto sudoeste do campo. Esta situação obrigou o West Ham a disputar os seus jogos em outros campos, enquanto se procedia às reparações, mas não afetou o seu desempenho, pois o West Ham conseguiu nove vitórias consecutivas. Quando regressaram ao campo, em dezembro de 1944, perderam por 1-0 com o Tottenham Hotspur.
Em 1990, o West Ham foi obrigado a transformar o Upton Park num estádio com toda a sua capacidade de público formada por cadeiras para a temporada 1994-95, a fim de cumprir os requisitos do Relatório Taylor. A primeira fase da remodelação ocorreu em 1993, quando a margem sul foi substituída por uma bancada de dois níveis com 9.000 lugares, batizada em honra do antigo capitão Bobby Moore, falecido no início desse mesmo ano. No setor foram incorporados camarotes executivos e um relógio digital. A North Bank foi demolida em 1994 e, no ano seguinte, foi inaugurada no seu local um novo setor de dois pisos com 6.000 lugares, designada "Centenary Stand", que mais tarde passou a chamar-se "Sir Trevor Brooking Stand". A East Stand Lower foi também convertida numa bancada para todos os lugares.
A última alteração ocorreu em 2000, quando o setor oeste foi substituído por uma bancada de dois níveis com 15 000 lugares, designada "Dr. Martens Stand". A bancada incorporou camarotes executivos em dois níveis, bem como o West Ham United Hotel. O estádio passou assim a ter uma capacidade para 35 000 espectadores.
Havia planos para aumentar a capacidade para cerca de 40.500 pessoas através da construção de um novo setor leste maior, que teria utilizado o espaço livre criado quando o setor Doctor Martens foi construída mais a oeste do que a antiga bancada oeste. No entanto, estes planos nunca chegaram a se concretizar.

### Decisão de demolição
Ao longo de 2006, se falou muito da mudança do West Ham para o Estádio Olímpico após os Jogos Olímpicos de Verão de 2012, com a especulação a aumentar depois de o novo presidente do clube, Eggert Magnusson, ter confirmado que estava interessado numa mudança para lá. No entanto, as conversações entre o clube e o Comitê Olímpico foram interrompidas depois de ter sido anunciado que o Estádio seria reduzido para uma capacidade de 25.000 lugares após os Jogos Olímpicos, menos 10.000 do que a capacidade do Boleyn Ground, e que o estádio manteria a sua pista de atletismo, deixando os torcedores mais afastados do campo e afetando o ambiente dentro do estádio. Os rumores sugeriam que o West Ham poderia se mudar para um novo estádio no depósito da Parcelforce, perto da estação de metrô e linha principal de West Ham. De fato, em 7 de novembro de 2007, o Prefeito de Londres, Ken Livingstone, anunciou que tinha achado um novo local para o novo estádio do West Ham.
Contudo, em 2009, o diretor executivo do clube, Scott Duxbury, anunciou que o West Ham tinha obtido autorização de planeamento para expandir o setor leste, o que teria aumentado a capacidade do estádio para mais de 40 000 lugares.
Depois, em 2010, os novos proprietários do clube, David Gold e David Sullivan, anunciaram que o West Ham se mudaria para o Estádio Olímpico após os Jogos Olímpicos de 2012. Em 23 de março de 2010, o clube anunciou que estava a trabalhar numa candidatura conjunta com o Newham London Borough Council para se mudar para o Estádio Olímpico. Em 30 de setembro de 2010, o clube apresentou formalmente a sua candidatura para o Estádio Olímpico numa apresentação em 10 Downing Street e a maior empresa de entretenimento ao vivo do mundo, a Live Nation Entertainment, aprovou os planos do clube para o Estádio Olímpico em 8 de outubro de 2010. Três dias após a aprovação da Live Nation, a UK Athletics confirmou o seu apoio formal ao West Ham United e ao Conselho de Newham na sua candidatura conjunta para a aquisição do Estádio Olímpico em modo de legado. Em novembro de 2010, o West Ham iniciou uma busca de potenciais promotores para "discussões informais" sobre o que aconteceria ao terreno se adquirisse o Estádio Olímpico após os Jogos de 2012.
Em 11 de fevereiro de 2011, o Comitê de Legado do Parque Olímpico selecionou o West Ham como o clube preferido para se mudar para o Estádio Olímpico após os Jogos de 2012. A decisão, a favor da candidatura do West Ham, foi unânime. Em 3 de março de 2011, a proposta de mudança do West Ham United para o Estádio Olímpico foi aprovada pelo Governo Britânico e pelo Prefeito de Londres, Boris Johnson; mas devido a contestações legais ao acordo por parte do Tottenham Hotspur e do Leyton Orient, o acordo de venda do Estádio Olímpico ao West Ham fracassou em 11 de outubro de 2011. Foi oferecido ao West Ham um contrato de aluguel de 99 anos e esperava se mudar para o estádio a tempo da temporada 2016-17.
Em fevereiro de 2014, o West Ham anunciou a venda do Boleyn Ground à empresa de desenvolvimento Galliard Group, que seria efetuada assim que a mudança para o Estádio Olímpico estivesse concluída.

### O último jogo
Quando os jogos da Premier League foram elaborados no início da Premier League de 2015–16, estava previsto que o Swansea City fosse o último adversário do West Ham no Boleyn Ground, em 7 de maio de 2016. No entanto, devido à participação do Manchester United na FA Cup, em 23 de abril, quando deveria enfrentar o West Ham, o jogo foi adiado para 10 de maio de 2016. Antes da partida houve atos de violência na Green Street, quando o ônibus que transportava os jogadores e a comissão do Manchester United foi atingido por mísseis, que resultou em janelas quebradas. Com o atraso do ônibus, os jogadores chegaram tarde ao estádio e o pontapé de saída previsto para as 19:45 foi transferido para as 20:15.
No 2.398º jogo disputado no estádio, com ambas as equipes a tentando se classificar para competições europeias na temporada 2016-17, perante um público de 34.907 espectadores, o West Ham assumiu a liderança aos dez minutos, com gol feito por Diafra Sakho, mas o Manchester United fez o 1-2 com dois gols de Anthony Martial. No entanto, Michail Antonio empatou para o West Ham e Winston Reid marcou o terceiro gol aos 80 minutos, fazendo o 3-2, o resultado final. Foi o 384º jogo do West Ham na Premier League, o 990º na primeira divisão e o 1.662º jogo da história do estádio, somando 601 pontos conquistados em casa na Premier League. Mark Noble foi nomeado o Homem do Jogo. O jogo foi seguido de um espetáculo de 45 minutos no gramado para celebrar a história do campo. No dia seguinte, o clube condenou a violência dirigida ao treinador do Manchester United, prometendo banir para sempre qualquer pessoa condenada. Três pessoas foram detidas na noite do jogo, duas por invasão ao gramado e uma por atirar uma garrafa à polícia. No dia seguinte, a Polícia Metropolitana divulgou fotografias de quatro homens que pretendia identificar como estando relacionados com o ataque ao ônibus.

### Encerramento, demolição e remodelação
A venda do Ground foi concluída em 15 de julho de 2016, com um preço de venda de £40.000.000. Os planos do promotor incluem 838 novas casas, lojas de retalho e instalações de lazer que estarão disponíveis em 2018. Foi também revelada a possibilidade de uma estátua de Bobby Moore e um jardim com o seu nome. Os planos causaram controvérsia por incluírem apenas 51 casas "a preços acessíveis" e nenhuma habitação social. Em março de 2016, foram aprovados planos para a construção de 800 casas no local, 25% das quais seriam casas a preços acessíveis.
Em 14 de março de 2016, teve início o desmantelamento do recinto, com a remoção dos portões John Lyall para serem transferidos e reinstalados no Estádio Olímpico. Em julho, os setores foram removidos do recinto e este foi entregue aos promotores imobiliários para demolição e remodelação; a transferência formal da propriedade do recinto para a Barratt London ficou concluída um mês depois. Em setembro, o campo foi utilizado para o filme Final Score e acolheu um jogo de beneficência em 27 de setembro, pouco antes do início da demolição. 1.000 dos 1.400 tijolos comemorativos foram salvos por Jonjo Heuerman quando a parede em que se encontravam foi derrubada e estão disponíveis para serem aclamados pelos torcedores que os pagaram. As inscrições foram posteriormente reproduzidas em um caminho no novo estádio.

## Setores

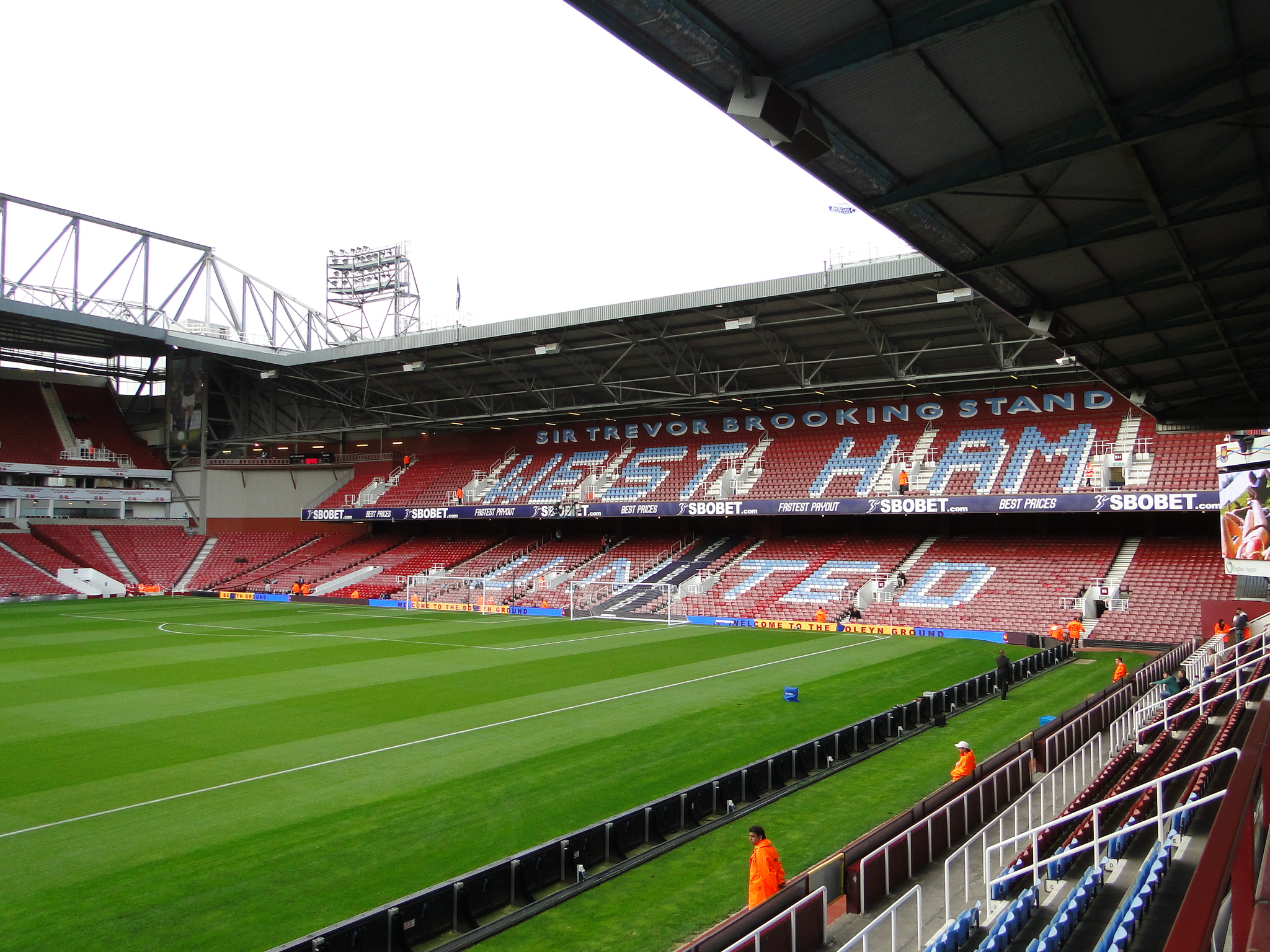
Sir Trevor Brooking Stand

De 1990 a 2017, o Upton Park era um estádio com todas as arquibancadas, e cada uma delas tinha um nome: Sir Trevor Brooking Stand, Bobby Moore Stand, East Stand e West Stand. Todos esses setores foram demolidos em 2017.

### Sir Trevor Brooking Stand
Esse setor foi construído em 1995, ano em que o clube comemorou seu 100º aniversário. O nome foi mudado de Centenary Stand para Sir Trevor Brooking Stand em julho de 2009, em homenagem ao ex-jogador do Spring e agora membro do West Ham United. Esse setor tinha capacidade para cerca de 6.000 pessoas.

### East Stand

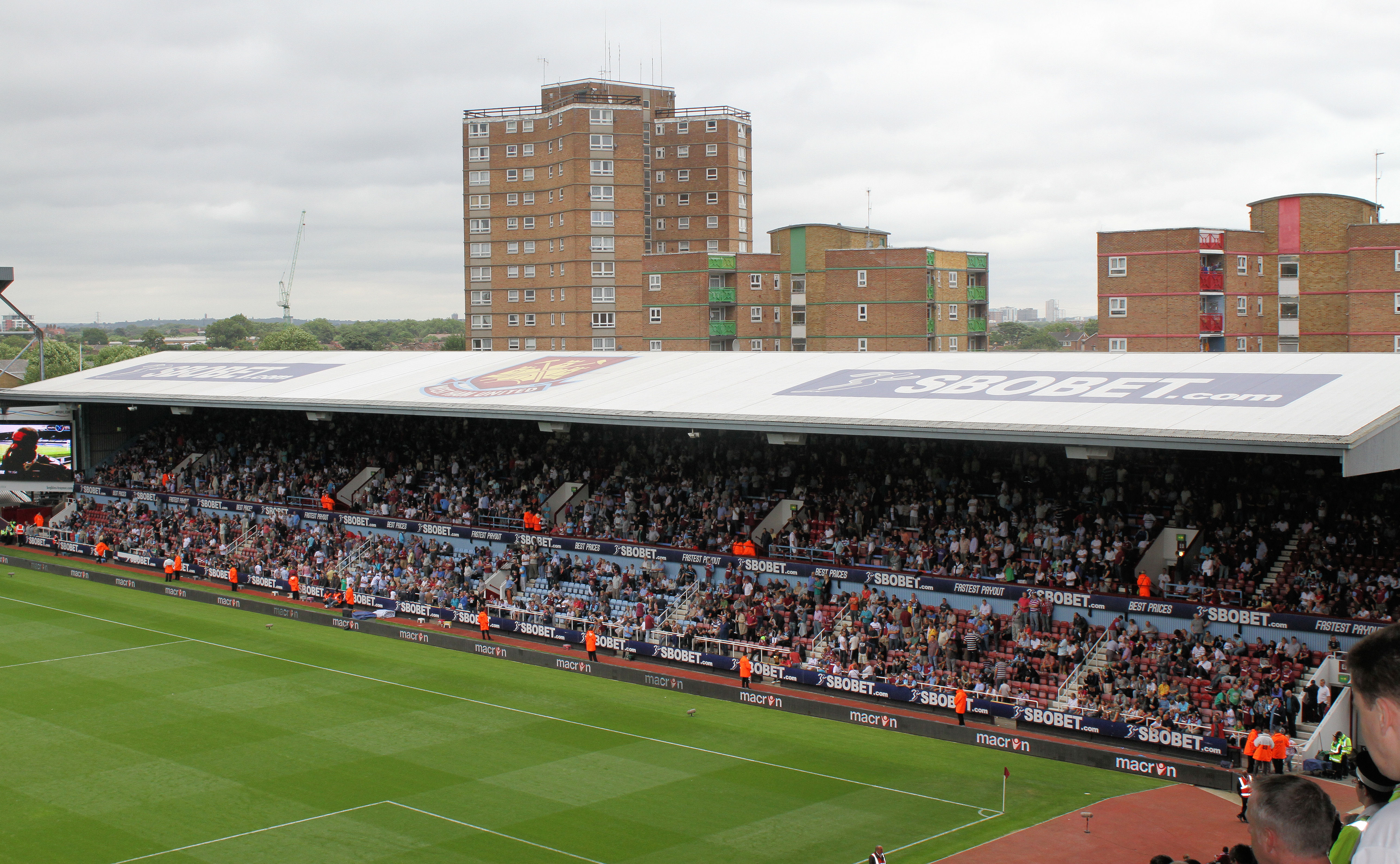
East Stand

Localizada no lado oposto das câmeras. Essa era a menor e mais antiga das quatro arquibancadas, construída em 1969 e com 5.000 assentos. Em 2001, foi feito um plano para modificar a East Grandstand, aumentando o número total de assentos (de 35.647 para 40.500), mas o projeto foi abandonado em 2003 devido à resistência de alguns grupos de torcedores e algumas dívidas do clube.

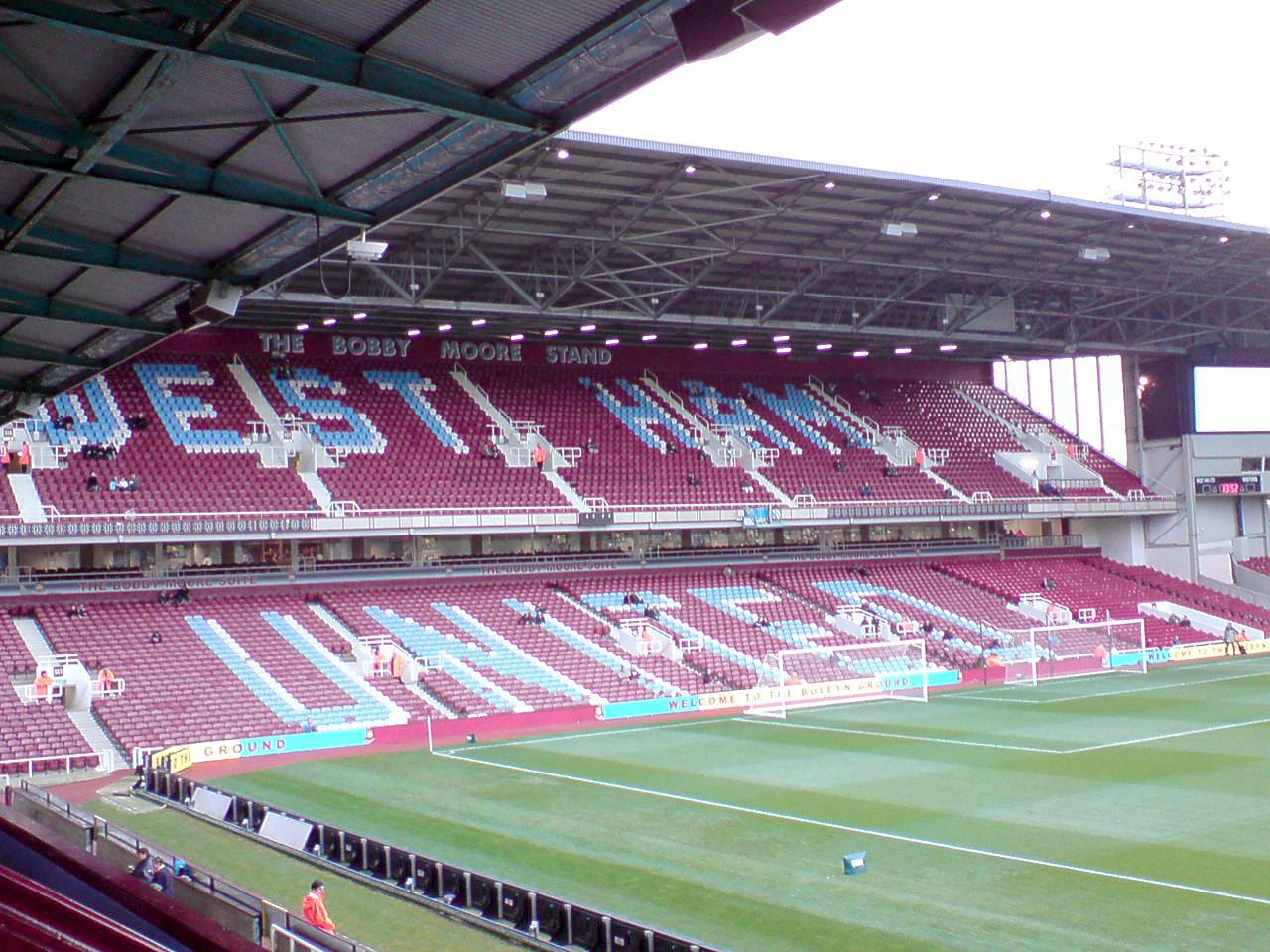
Bobby Moore Stand

### Bobby Moore Stand
Formalmente, o setor sul comportava 9.000 espectadores, todos sentados.
Essa arquibancada recebeu o nome do lendário capitão Bobby Moore, que liderou a equipe do final da década de 1950 até meados da década de 1970, pouco depois de sua morte.
Foi construído em 1993 para atender aos novos regulamentos que exigiam que os estádios ingleses tivessem apenas assentos. Ela tinha duas fileiras de assentos e a inscrição "WEST HAM UNITED". A parte inferior do setor era conhecida pela atmosfera durante os jogos.

### West Stand
O West Stand era a mais nova e a maior. Construída em 2001, tinha cerca de 15.000 assentos. Era a maior arquibancada de toda a cidade de Londres.
Inicialmente, recebeu o nome do capitão e do gerente na época, Joe Cole e Glenn Roeder. Mais tarde, em 2009, quando o contrato de patrocínio com a Dr. Martens terminou, ela foi rebatizada de West Stand e, a partir de 2011, recebeu o nome do novo patrocinador Alpari. Foi também a última a ser destruída.